# Naaldenkervel
Naaldenkervel (Scandix pecten-veneris) is een eenjarige plant, die behoort tot de schermbloemenfamilie (Apiaceae). De soort staat op de Nederlandse Rode lijst van planten als zeer zeldzaam en zeer sterk afgenomen. Deze plant is in Nederland wettelijk beschermd sinds 1 januari 2017 door de Wet Natuurbescherming. De naam heeft de plant te danken aan de rechtopstaande, naaldvormige vruchten. De plant komt van nature voor in Eurazië.
De plant wordt 15-25 cm hoog. De vertakte, fijngeribde stengel is verspreid afstaand behaard. De bladeren zijn twee- tot viervoudig geveerd.
Naaldenkervel bloeit in mei en juni met witte bloemen, die in samengestelde schermen zitten met een tot drie stralen. Er zijn meestal vijf omwindselblaadjes en geen omwindselbladen.
De vrucht is een 3-7 cm lange, gesnavelde, tweedelige splitvrucht met een zaad per deelvrucht. De kort stekelharige snavel is afgeplat en twee tot zes maal zo lang als het zaaddragende deel van de vrucht.

## Ecologie
Naaldenkervel komt voor in akkerland op vochtige, kalkhoudende grond. Het is een kensoort van het naaldenkervel-verbond (Caucalidion).

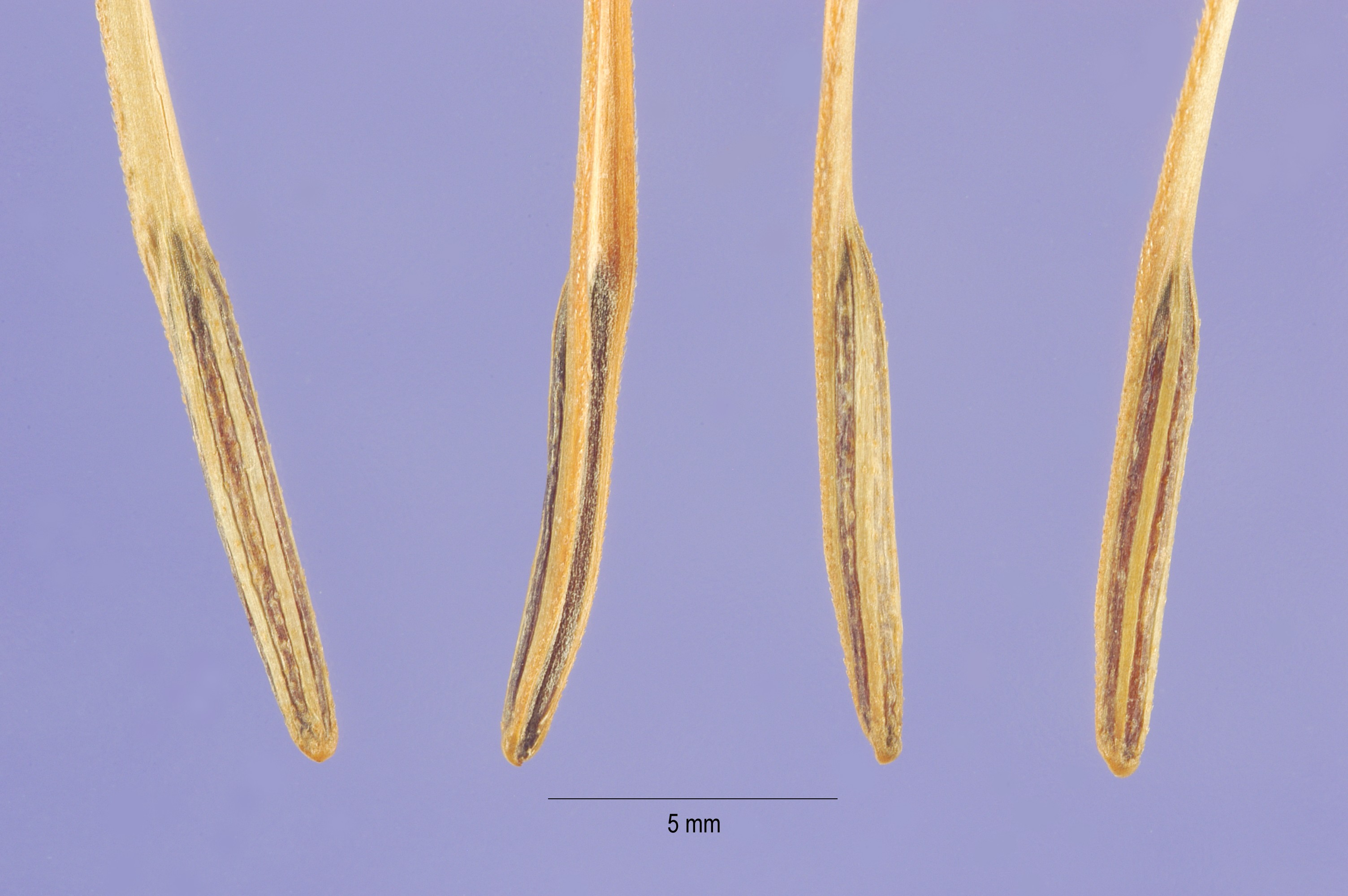
Vruchten met aan de bovenzijde een deel van de snavels